# Juillet 2013
Juillet 2013 est le 7e mois de l'année 2013.

## Faits marquants
- 1er juillet : la Croatie devient le 28e membre de l'Union européenne.
- 3 juillet :
  - un an après son entrée en fonction, le président égyptien Mohamed Morsi est démis par un coup d’État militaire.
  - Albert II, roi des Belges, annonce son abdication, avec effet au 21 juillet.
- 6 juillet :
  - Marion Bartoli remporte la finale du tournoi de Wimbledon 2013, en 2 sets.
  - L'explosion d'un train de pétrole ravage le centre-ville de Lac-Mégantic, Québec, Canada
  - Crash du Vol Asiana Airlines 214 lors de son atterrissage à l'aéroport international de San Francisco.
  - ALMS : Lucas Luhr et Klaus Graf remportent la victoire à Lime Rock.
- 6 au 17 juillet : 27e édition des Universiades d'été à Kazan, en Russie.
- 7 juillet :
  - Andy Murray remporte la finale du tournoi de Wimbledon 2013 contre Novak Djokovic en 3 sets, 77 ans après son compatriote britannique Fred Perry.
  - Formule 1 : Sebastian Vettel remporte le Grand Prix d'Allemagne.

- 10 au 14 juillet :
  - 9e édition des Championnats d'Europe espoirs d'athlétisme à Tampere en Finlande.
  - 8e édition des Championnats du monde d'athlétisme jeunesse au Stade Chakhtar, à Donetsk en Ukraine.
- 10 au 28 : 11e édition du Championnat d'Europe de football féminin en Suède.
- 12 juillet : accident ferroviaire de Brétigny-sur-Orge, tuant sept personnes à la suite du déraillement d'un train.
- 13 juillet : finale de la coupe du monde de football des moins de vingt ans : la France bat l'Uruguay et devient la première nation au monde à avoir remporté toutes les compétitions masculines organisées par la FIFA.
- 14 juillet : DTM : Robert Wickens remporte la course du Norisring.
- 15 juillet : annonce de la découverte par le télescope Hubble de S/2004 N 1 (numéroté Neptune XIV en 2018 puis baptisé Hippocampe en 2019), le plus petit satellite de Neptune connu à ce jour.
- 18 au 21 juillet : 22e édition des Championnats d'Europe juniors d'athlétisme à Rieti en Italie.
- 19 juillet au 4 août : 15e édition des Championnats du monde de natation, à Barcelone, en Espagne.
- 20 juillet : ELMS : Pierre Thiriet et Mathias Beche remportent la course du Red Bull Ring.
- 20 - 27 juillet : le 98e congrès mondial d’espéranto a lieu à Reykjavik. Il a pour thème « Des îles non isolées : pour une communication juste entre les communautés linguistiques ».

- 21 juillet :

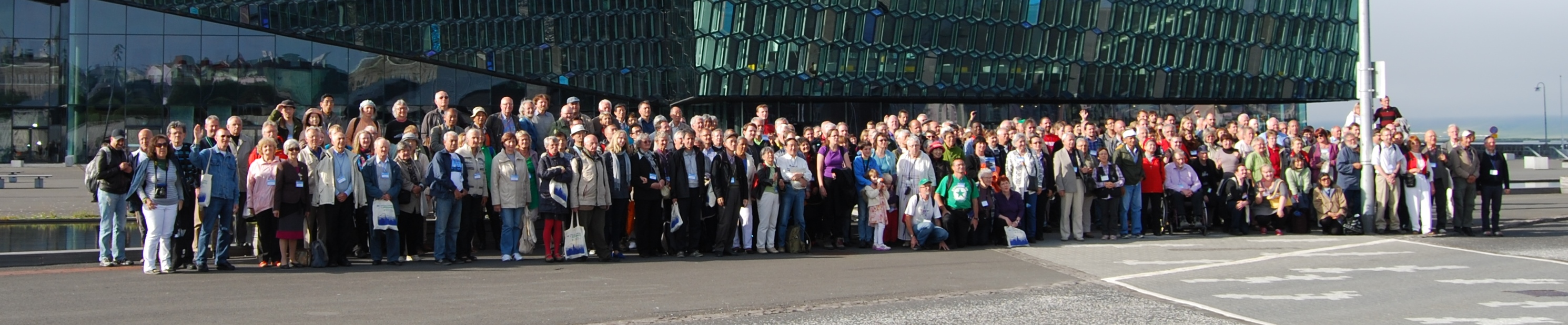
98e congrès mondial d'espéranto

  - en Belgique, le roi Albert II abdique après 20 ans de règne, en faveur de son fils Philippe de Belgique lors de la fête nationale belge.
  - ALMS : Lucas Luhr et Klaus Graf remportent la victoire à Mosport.
- 22 juillet : naissance du prince George de Cambridge, le bébé « le plus attendu au monde ».
- 23 au 28 juillet : journées mondiales de la jeunesse 2013 à Rio de Janeiro.
- 24 juillet : accident ferroviaire de Saint-Jacques-de-Compostelle en Espagne, 78 personnes tuées et 140 blessées sur un total de 222 passagers (bilan définitif).
- 25 juillet au 4 août : 9e édition des Jeux mondiaux, à Cali, en Colombie.
- 26 juillet : Rolex Sports Car Series : Le Brickyard Grand Prix qui est la troisième et dernière course comptant pour le North American Endurance Championship est remporté par Ryan Dalziel et Alex Popow du Starworks Motorsport. La mini série est remportée par Scott Pruett et Memo Rojas du Chip Ganassi Racing with Felix Sabates[1].
- 28 juillet : premier tour de l'élection présidentielle au Mali.
- 29 juillet : accident ferroviaire de Granges-près-Marnand en Suisse.
- 30 juillet : Mamnoon Hussain est élu président du Pakistan.
- 31 juillet : Robert Mugabe est réélu président du Zimbabwe avec 61 % des votes[2].